# Trame blanche
 (décembre 2023).
Si vous disposez d'ouvrages ou d'articles de référence ou si vous connaissez des sites web de qualité traitant du thème abordé ici, merci de compléter l'article en donnant les références utiles à sa vérifiabilité et en les liant à la section « Notes et références ».
 (décembre 2023).
Si vous êtes l’auteur de ce texte, vous êtes invité à donner votre avis ici. À moins qu’il soit démontré que l’auteur de la page autorise la reproduction et que ce contenu soit compatible avec les principes fondateurs de Wikipédia, cette page sera supprimée ou purgée au bout d’une semaine maximum. En attendant le retrait de cet avertissement, veuillez ne pas réutiliser ce texte.
La trame blanche est une trame écologique caractérisée par « série de continuités écologiques silencieuses ». Elle repose sur les travaux en écologie acoustique et l'influence du paysage sonore sur la faune et la flore, et se définit comme solution à la pollution acoustique.

## Impact sur les espèces
La littérature scientifique récente montre que les nuisances sonores peuvent avoir diverses conséquences sur les espèces : "fragmentation des habitats, audition dégradée, augmentation du stress, modification dans la vocalisation, et par effet domino, baisse de la reproduction, modification des interactions proies-prédateurs et, in fine, réductions des populations". Pour les auteurs, "ces effets négatifs peuvent s'observer jusqu’à des distances éloignées de la source : le bruit d’une route, par exemple, peut perturber des populations d’oiseaux distantes d’1,5 km ou certains mammifères jusqu’à 5 km".
Deux études scientifiques menées en 1995 et en 2006 ont montré que le nombre d’individus par unité de surface baisse de 3 % à chaque décibel supplémentaire, à partir d’une valeur seuil pour différentes espèces d'animaux. Ainsi, les amphibiens et les oiseaux étudiés semblent être affectés dès 45 dB, tandis que les mammifères semblent ne l’être qu’à partir de 60 dB.
A l'opposé, d'autres études ont permis de constater que certaines espèces peuvent avoir, sous certaines conditions, une préférence pour les zones bruyantes, dans lesquelles elles viendraient se mettre à l’abri des prédateurs. Une habituation au bruit est également possible, voire fréquente, chez la plupart des espèces affectées. 
Pour avancer dans le domaine de l'écologie acoustique, il conviendrait de disposer de données plus précises sur les impacts du bruit sur l'écologie des espèces et de pouvoir discriminer ces impacts selon que le bruit est continu ou ponctuel. 